# هیرواکی آئویاما
هیرواکی آئویاما (ژاپنی: 青山 景昌؛ زادهٔ ۱۴ اکتبر ۱۹۹۶) یک بازیکن فوتبال اهل ژاپن است.
از باشگاه‌هایی که در آن بازی کرده‌است می‌توان به باشگاه فوتبال فوکوشیما یونایتد اشاره کرد.